# Ruja (Neder-Silezië)
Ruja (Duits: Royn) is een dorp in het Poolse woiwodschap Neder-Silezië, in het district Legnicki. De plaats maakt deel uit van de gemeente Ruja.

## Verkeer en vervoer
- Station Ruja